# Tarmshunt
Tarmshunt är en typ av operation där en del av tunntarmen kopplas bort vilket gör att födan inte tas upp av kroppen ordentligt, varmed personens kroppsvikt förväntas minska. Tarmshunt var en vanlig operationsmetod under 1970-talet men har minskat i popularitet då man funnit flera biverkningar med operationen. Operationen resulterar alltid i kraftiga diarréer som dock avtar efter ca ett år. Som följd av detta är vitamin-, mineral- och saltbrist vanligt. Det finns dessutom större risk för njursten, ledsmärtor och leverskador. Detta har lett till att tarmshuntsoperation nu endast utförs på ett fåtal patienter. 
Fördelen med tarmshunt är att viktnedgången ofta är mycket god och att man kan äta normala portioner. Fettkonsumtion leder dock till fler diarréer. Idag används tarmshunt på överviktiga patienter som inte kan tugga på grund av tandskador och hos patienter som tidigare opererats på magsäcken, vilket omöjliggör flera operationer där. Tarmshunt leder till viktnedgång genom att man inte kan ta upp näring som vanligt och genom att patienten minskar födointaget och kostens fetthalt på grund av nedsatt hunger.